# Емгауз (Техас)
Емгауз (англ. Emhouse) — місто (англ. town) в США, в окрузі Наварро штату Техас. Населення — 187 осіб (2020).

## Географія
Емгауз розташований за координатами 32°9′41″ пн. ш. 96°34′37″ зх. д. / 32.16139° пн. ш. 96.57694° зх. д. (32.161303, -96.577011).  За даними Бюро перепису населення США в 2010 році місто мало площу 0,69 км², з яких 0,69 км² — суходіл та 0,00 км² — водойми.

## Демографія
Згідно з переписом 2010 року, у місті мешкали 133 особи в 50 домогосподарствах у складі 35 родин. Густота населення становила 192 особи/км².  Було 64 помешкання (92/км²).
Расовий склад населення:
| - 71,4 % — білих - 2,3 % — чорних або афроамериканців - 22,6 % — осіб інших рас |

До двох чи більше рас належало 3,8 %. Частка іспаномовних становила 26,3 % від усіх жителів.
За віковим діапазоном населення розподілялося таким чином: 28,6 % — особи молодші 18 років, 59,4 % — особи у віці 18—64 років, 12,0 % — особи у віці 65 років та старші. Медіана віку мешканця становила 38,1 року. На 100 осіб жіночої статі у місті припадало 92,8 чоловіків;  на 100 жінок у віці від 18 років та старших — 82,7 чоловіків також старших 18 років.
Середній дохід на одне домашнє господарство  становив 43 579 доларів США (медіана — 32 917), а середній дохід на одну сім'ю — 53 107 доларів (медіана — 43 750). За межею бідності перебувало 22,2 % осіб, у тому числі 33,3 % дітей у віці до 18 років та 30,0 % осіб у віці 65 років та старших.
Цивільне працевлаштоване населення становило 51 особа. Основні галузі зайнятості: фінанси, страхування та нерухомість — 25,5 %, виробництво — 11,8 %, мистецтво, розваги та відпочинок — 11,8 %.